# Mocuellus metrius
Mocuellus metrius är en insektsart som först beskrevs av Flor 1861.  Mocuellus metrius ingår i släktet Mocuellus, och familjen dvärgstritar. Arten är reproducerande i Sverige.